# ナイトクルージング
「ナイトクルージング」は、フィッシュマンズの9枚目のシングル。
1995年10月25日発売。発売元はポリドール・レコード。

## 概要
6rdアルバム『空中キャンプ』に先駆けシングルカットされた。
メディア・レモラスからポリドール・レコードへ移籍後第一弾シングル。
2005年にリリースされたベスト・アルバム「宇宙　ベスト・オブ・フィッシュマンズ」には、「ナイトクルージング」のデモバージョンが収録されている。

## 収録曲
全作詞・作曲：佐藤伸治／編曲：フィッシュマンズ
1. ナイトクルージング（6分02秒）
フィッシュマンズのプライベートスタジオ、ワイキキビーチ・スタジオではじめに収録された曲。
佐藤伸治が移籍後の時間を使い運転免許証を取り、車を買い、車窓から見る景色に佐藤は新たなインスピレーションを得て出来た楽曲と言われる。
2. ナイトクルージング *Plasma Mix（7分40秒）

## 収録アルバム
- 空中キャンプ
- 宇宙 ベスト・オブ・フィッシュマンズ

Disc-1,Disc2
Disc2にはdemoバージョンが入っている。
- 8月の現状
- 98.12.28 男達の別れ
- 若いながらも歴史あり 96.3.2@新宿LIQUID ROOm
- ナイトクルージング / Night Cruising 2018
- ゴールデン☆ベスト フィッシュマンズ ～ポリドール・イヤーズ～
- Aloha Polydor
- LONG SEASON '96〜7　96.12.26 赤坂 BLITZ